# Río Gabón
El río Gabón o estuario de Gabón es un largo estuario localizado en la costa el oeste de Gabón, un profundo entrante del golfo de Guinea. El estuario tiene una longitud de unos 65 km y una anchura en su boca de unos 14 km. La capital Libreville tiene un gran puerto en la orilla norte del estuario, que recoge las aguas del río Komo y del río Ebe. El estuario es conocido localmente como el Estuaire du Gabon.
Fue explorado en la década de 1470 por navegantes portugueses que lo bautizaron, debido a su forma, Gabão ("una especie de chaqueta"), y fue considerado durante mucho tiempo como el mejor puerto de la costa occidental africana.